# Ourovéni
Ourovéni är en ort i Komorerna.   Den ligger i distriktet Grande Comore, i den västra delen av landet, 30 km sydost om huvudstaden Moroni. Ourovéni ligger 81 meter över havet och antalet invånare är 1 419. Den ligger på ön Grande Comore.
Terrängen runt Ourovéni är kuperad åt nordväst, men söderut är den platt. Havet är nära Ourovéni åt sydost.  Närmaste större samhälle är Foumbouni, 5,4 km norr om Ourovéni. 